# زبان‌های گا–دانگمه
زبان‌های گا-دانگمه، شعبه‌ای از خانوادهٔ زبانی کوا است که تنها دو عضو دارد: زبان گا و زبان دانگمه. این دو زبان چنان به هم نزدیکند آن دو را یک زبان در تلقی می‌کنند. این مشابهت‌ها عموماً در واژگان پایه‌است. البته تفاوت‌هایی نیز میان این دو زبان وجود دارد خاصه در گروه‌های فعلی. در مواردی که این دو زبان تفاوت‌هایی دارند، زبان دانگمه نسبت به زبان گا، به زبان نیا-گا-دانگمه‌ای نزدیک‌تر است.